# 梅吉諾坎加拉斯區

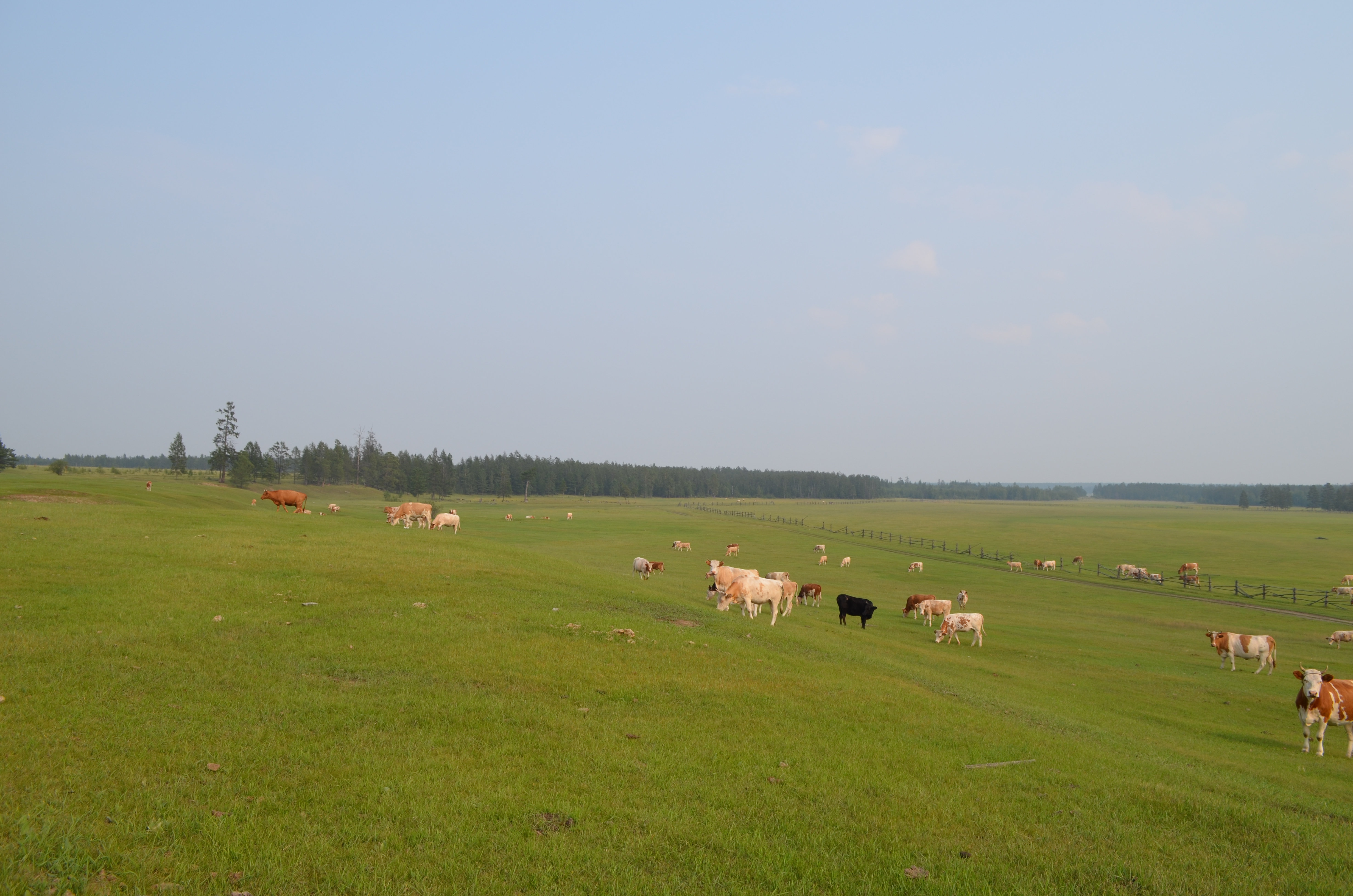

61°58′N 129°55′E / 61.967°N 129.917°E
梅吉諾坎加拉斯區（俄语：Мегино-Кангаласский улус），是俄羅斯的一個區，位於該國東部，由薩哈共和國負責管轄，始建於1930年2月10日，面積11,700平方公里，2010年人口31,278，人口密度每平方公里2.67人。